# Даниела Йорданова (актриса)
Вижте пояснителната страница за други личности с името Даниела Йорданова.
Даниела Стоименова Йорданова–Мезеклиева е българска актриса, по-известна с озвучаването на реклами, филми и сериали.

## Ранен живот
Родена е на 1 ноември 1960 г. Завършва ВИТИЗ „Кръстьо Сарафов“ със специалност актьорско майсторство за куклен театър. Занимава се активно с куклен театър.

## Сериали
- „Пътят на честта“ (2019) – Госпожа Касабова

## Други дейности
През 1996 г. Йорданова, заедно с колежката си Елизабет Радева, основава „Театър на колела“.

## Награди
През 1998 г. печели наградата за най-добра актриса на Международния куклен фестивал Бърборак – Смолян за пиесата „Една история с две мишки“.

## Личен живот
Омъжена е за актьора Веселин Мезеклиев. Семейството има син и дъщеря.

## Кариера на озвучаваща актриса
Йорданова започва да се занимава с озвучаване през 1997 г., първият ѝ филм за нахсинхронен дублаж е игрално-анимационният филм „Космически забивки“, където озвучава Лола Бъни и Порки Пиг, а първият ѝ сериал е „Сентръл Парк Уест“.
По-активно започва да се занимава с това от 2000 г. Известни заглавия с нейно участие са „Малкълм“, „Анатомията на Грей“ (от пети сезон), „Рокфелер плаза 30“, „Щети“, „Клюкарката“, „Касандра“ и „Росалинда“ (дублажи на Диема Фемили), „Честни измамници“, „Госпожо Държавен секретар“, „Триумф на любовта“ и „Амазонките“, както и анимационни поредици, като „Децата от класна стая 402“, „Дък Доджърс“, „Тутенщайн“ и „Бен 10“ (дублаж на Арс Диджитал Студио).
На 4 януари 2016 г. ѝ е връчена наградата „Дубларт“ за цялостен принос за 2015 г., въпреки че Йорданова се занимава с дублаж само от 18 години. През същата година получава номинация за наградата „Икар“ в категория „постижения в озвучаването и дублажа“ (тогава наричана „Златен глас“) за дублажа на „Виолета“, където е номинирана заедно със Здравко Методиев за същия сериал и Николай Николов за „Черният списък“. Печели Николай Николов.
През 2017 г. е номинирана за наградата „Икар“ в категория „най-добър дублаж“ (актриса) за дублажа на „Прости ми“, заедно с Татяна Захова за „Майка бунтар“ и Милица Гладнишка за „Щъркели“. Печели Татяна Захова.
На 27 март 2018 г. получава наградата в категорията „Актриса“ за дублажа на Маргарет Тачър в „Желязната лейди“. Номинирана е заедно с Ася Рачева за Мама Имелда в „Тайната на Коко“ и Гергана Стоянова за Регина в „Червената кралица“.

### Роли в дублажа
| Артист                 | Заглавия | Роли |
| ---------------------- | --- | --- |
| Алисън Ханигън         | Американски пай Романтичен филм (дублаж на Диема Вижън) | Мишел Флеърти Джулия Джоунс                                                                                        |
| Анджелина Джоли        | Контролна кула Луди години (дублаж на Диема Вижън) Мистър и мисис Смит (втори дублаж на Диема Вижън) Подмяната Неуловим Кунг-фу панда (дублаж на Медиа Линк) Кунг-фу панда 2 (дублаж на Медиа Линк)                                                               | Мери Бел Лиса Роу Джейн Смит Кристин Колинс Лисицата Тигрица                                                       |
| Алесандра Мартинес     | Пещерата на златната роза (дублаж на Диема Вижън) Пещерата на златната роза 2 (дублаж на Диема Вижън) Пещерата на златната роза 3 (дублаж на Диема Вижън) Пещерата на златната роза 4 (дублаж на Диема Вижън) Пещерата на златната роза 5 (дублаж на Диема Вижън) | Фантагиро |
| Бети Уайт              | Предложението Специални клиенти | Баба Ани Рут Хъдсън                                                                                                |
| Би Джей Уорд           | Господарят на страниците Любопитният Джордж (в един епизод е Христина Ибришимова) | Царицата на сърцата Леля Маргарет                                                                                  |
| Бони Хънт              | Джери Магуайър (дублаж на Диема Вижън) Таласъми ООД | Лоръл Бойд Г-жа Флинт                                                                                              |
| Бриана Браун           | Холивудски ченгета (дублаж на Диема Вижън) Вътрешна сигурност | Шона Лин Рийд |
| Бриджит Мойнахан       | Отвлечени Синя кръв | Илайза Коулс Ерин Рейгън                                                                                           |
| Вайола Дейвис          | Нощи в Роданте Съмнения Яж, моли се и обичай Няма да се предадем Златен глобус 2017 | Джийн Г-жа Милър Делиа Шираз Нона Албъртс Себе си                                                                  |
| Виктория Руфо          | Триумф на любовта Амазонките | Виктория Гутиерес де Сандовал Инес Уерта                                                                           |
| Гуинет Полтроу         | Перфектно убийство (дублаж на студио Про Филмс) Влюбеният Шекспир (дублаж на Диема Вижън) Неочакван обрат Свалячът Хал Спайдър-Мен: Завръщане у дома | Емили Брадфорд Тейлър Виола де Лесепс Аби Джанело Роузмери Шанахън Пепър Потс                                      |
| Дакота Фанинг          | В капан Коралайн и тайната на огледалото (дублаж на Диема Вижън) | Абигейл „Аби“ Дженингс Коралайн                                                                                    |
| Даян Кийтън            | Престъпления на сърцето План Б Сутрешен блок (дублаж на Диема Вижън) Тежка сватба И така нататък Тиха нощ, луда нощ | Лени Маграт Фран Варечио Колийн Пек Ели Грифин Лиа Шарлът Купър                                                    |
| Даян Лейн              | Съдия Дред Убийството 1600 Изневяра (дублаж на Диема Вижън) | Съдия Хърши Агент Нина Чанс Кони Съмнър                                                                            |
| Деми Мур               | Дух Неприлично предложение | Моли Дженсън Даяна Мърфи                                                                                           |
| Денис Ричардс          | Звездни рейджъри (дублаж на Диема Вижън) В сегмента от Лудории в Позабременяла (дублаж на Андарта Студио) | Кармен Илбанес Кели Ланиър Ван Райън                                                                               |
| Джанет Варни           | Джуди Муди и не-мързеливото лято Легендата за Кора (дублаж на TV7) | Г-жа Муди Кора |
| Джейн Сиймур           | Д-р Куин Лечителката (дублаж на Диема Вижън) Мъже на работа | Д-р Микаела Куин Бриджит                                                                                           |
| Джесика Ланг           | Маскиран и анонимен Сватбен обет | Нина Вероника Рита Торнтън                                                                                         |
| Джуди Денч             | Златното око Винаги ще има утре Не умирай днес Казино Роял Хрониките на Ридик (дублажи на Диема Вижън и Медиа Линк) | Ем Ереон |
| Джулиан Мур            | Закони на привличането Рокфелер плаза 30 (в четвърти сезон) Седмият син | Одри Уудс Нанси Донован Майката Малкин                                                                             |
| Джулия Робъртс         | Хубава жена (дублаж на Диема Вижън) Войната на Чарли Уилсън (дублаж на Медиа Линк) Двуличие (дублаж на Диема Вижън) | Вивиън Уорд Джоан Херинг Клеър Стенуик                                                                             |
| Джун Форей             | Бостънският Кваки Приключенията на Роки и Булуинкъл (дублаж на Александра Аудио) | Мери Роки |
| Дрю Баримор            | Целуни ме Титан (дублаж на bTV) 50 първи срещи (дублаж на студио Доли) Бевърли Хилс Чихуахуа Заедно по принуда | Джоси Гелър Акима Луси Уитмор Клоуи Лорън Рейнолдс                                                                 |
| Ева Мендес             | Хитч (дублаж на Диема Вижън) Бързи и яростни 5: Удар в Рио | Сара Мелас Моника Фуентес                                                                                          |
| Ейми Адамс             | Призовка за Сара Високосна година | Кейт Анна Брейди                                                                                                   |
| Ейми Смарт             | Луда надпревара Огън в кръвта: Високо напрежение 12 срещи на Коледа | Трейси Фосет Ийв Лайдън Кейт Стантън                                                                               |
| Ейприл Уинчъл          | Кой натопи заека Роджър (дублаж на bTV) Децата от класна стая 402 | Г-жа Хърман Г-ца Грейси Грейвс                                                                                     |
| Елизабет Банкс         | Следващите три дни Любов и милосърдие | Лара Бренан Мелинда Ледбетър                                                                                       |
| Ерик Лойд              | Договор за Дядо Коледа Джеси (дублаж на bTV) | Чарли Калвин Малкия Джон Уорнър                                                                                    |
| Ейса Бътърфийлд        | Бавачката Макфий и Големият взрив (дублаж на Диема Вижън) Човекът-вълк (дублаж на Диема Вижън) Играта на Ендър | Норман Грийн Младият Бен Талбът Ендър Уигин                                                                        |
| Ема Стоун              | Малкълм Рокфелер плаза 30 Южнячки Алоха (дублаж на Диема Вижън) | Даян Себе си Юджиния „Скийтър“ Фелан Капитан Алисън Инг                                                            |
| Ема Сьоберг            | Такси Такси 2 (дублажи на Диема Вижън и Медиа Линк) Такси 3 (дублаж на Медиа Линк) Такси 4 | Петра |
| Ема Томпсън            | Джуниър (дублаж на bTV) Разум и чувства (дублаж на Диема Вижън) Аз съм легенда Мъже в черно 3 | Даяна Редин Елинор Дашууд Д-р Алис Крипин Агент О                                                                  |
| Емили Блънт            | Дяволът носи Прада Човекът-вълк (дублаж на Диема Вижън) Круиз в джунглата (дублаж на Диема Вижън) | Емили Чарлтън Гуен Конлиф Д-р Лили Хаутън                                                                          |
| Зулийка Робинсън       | Вътрешна сигурност Тайнствени афери | Роя Хамад Бианка Манинг                                                                                            |
| Калиста Флокхарт       | Клетка за птици (дублаж на Диема Вижън) Супергърл | Барбара Кийли Кат Грант                                                                                            |
| Камерън Диас           | Сватбата на най-добрия ми приятел (дублаж на Диема Вижън) Ванила Скай Очаквай неочакваното | Кими Уолъс Джули Джани Джулс Баксър                                                                                |
| Кат Суси               | Космически забивки (дублаж на Арс Диджитал Студио) Бен 10 (дублаж на Арс Диджитал Студио) Любопитният Джордж | Лола Бъни Малко момче и Тифани Г-жа Ренкинс                                                                        |
| Кати Бейтс             | Титаник (дублаж на Диема Вижън) Черното тефтерче (първи дублаж на Диема Вижън) Фалстарт (дублаж на Диема Вижън) | Маргарет „Моли“ Браун Кипи Кан Сю                                                                                  |
| Катрин Зита-Джоунс     | Клопка (дублаж на Диема Вижън) Терминалът | Вирджиния Бейкър Амелия Уорън                                                                                      |
| Катрин Хайгъл          | Анатомията на Грей (сезони 5 – 6) Позабременяла (дублажи на Диема Вижън и Андарта Студио) Такъв е животът | Д-р Изобел „Изи“ Стивънс Алисън Скот Холи Беренсън                                                                 |
| Кейт Бекинсейл         | Ван Хелсинг (дублаж на Диема Вижън) Подземен свят: Пробуждане | Анна Валериус Селин                                                                                                |
| Кейт Босуърт           | Отвъд морето Сламени кучета | Сандра Дий Ейми Съмнър                                                                                             |
| Кейт Уинслет           | Разум и чувства (дублаж на bTV) Пътят на промените Дивергенти 2: Бунтовници | Мариан Дашууд Ейприл Уилър Джанин Матюс                                                                            |
| Кели Престън           | Близнаци (дублаж на bTV) Джери Магуайър (дублаж на Диема Вижън) | Марни Мейсън Ейвъри Бишъп                                                                                          |
| Клорис Лийчман         | Гувернантката (дублаж на bTV) Малкълм (без трети сезон) | Клара Мюлър Баба Айда                                                                                              |
| Кони Нилсен            | Гладиатор Беглец | Лусила Дебора Прайс                                                                                                |
| Кристина Кокс          | Хрониките на Ридик (дублажи на Диема Вижън и Медиа Линк) Несправедливо обвинена | Детектив Камерън Лангфорд Ийв Лоуган                                                                               |
| Лейк Бел               | Да си остане във Вегас (дублаж на Диема Вижън) Превратът | Тони „Типър“ Саксън Ани Дуайър                                                                                     |
| Линда Хънт             | Военни престъпления: Лос Анджелис (дублаж на Диема Вижън) Скорпион | Хенриета „Хети“ Ланг                                                                                               |
| Лора Дърн              | Запознай се с малките Актьорско студио | Прудънс Симънс Себе си                                                                                             |
| Маколи Кълкин          | Превъзпитай татко Господарят на страниците Ричи Рич (дублаж на Арс Диджитал Студио) | Тими Глийсън Ричард Тайлър Ричард „Ричи“ Рич младши                                                                |
| Марг Хелгенбъргър      | Лоши момчета (дублаж на Диема Вижън) Мистър Брукс | Алисън Синклеър Ема Брукс                                                                                          |
| Марион Котияр          | Такси Такси 2 (дублаж на Диема Вижън) Обществени врагове Съюзени | Лили Бертино Били Фречет Мариан Бозежур                                                                            |
| Марли Шелтън           | Единайсетият час Момчетата от Медисън авеню | Рейчъл Янг Кейт |
| Марша Томасън          | Опасно синьо 2: Рифът (дублаж на Диема Вижън) Мъже на работа | Азра Селина |
| Мейсън Вейл Котън      | Момчетата от Медисън авеню Щурият Ръсел | Боби Дрейпър Макс                                                                                                  |
| Мерил Стрийп           | Далеч от Африка (дублаж на Медиа Линк) Смъртта ѝ прилича (дублаж на Диема Вижън) Манджурският кандидат Джули и Джулия (дублаж на Диема Вижън) Фантастичният господин Фокс Не е лесно Желязната лейди Флорънс Златен глобус 2017 Вестник на властта                | Мадлин Ащън Елинор Шоу Джулия Чайлд Г-жа Фокс Джейн Адлър Маргарет Тачър Флорънс Фостър Дженкинс Себе си Кей Греъм |
| Мерин Дънги            | Малкълм (без първи сезон) Как да правиш любов като англичанин | Кити Кенарбан Анджела                                                                                              |
| Мила Йовович           | Петият елемент Заразно зло: Живот след смъртта | Лийлу Алис/Джейнъс Просперо                                                                                        |
| Мишел Пфайфър          | Белязаният Гаджето на мама | Елвира Ханкок Роузи Хенсън                                                                                         |
| Моника Белучи          | Астерикс и Обеликс: Мисия Клеопатра Братя Грим (дублаж на Диема Вижън) | Клеопатра Кралицата на огледалата                                                                                  |
| Моника Потър           | Въздушен конвой Последната къща вляво | Триша По Ема Колингууд                                                                                             |
| Нанси Картрайт         | Аладин (дублаж на Диема Вижън) Семейство Симпсън: Филмът (дублаж на bTV) | Фея Барт Симпсън                                                                                                   |
| Нанси Травис           | Трима мъже и едно бебе Трима мъже и една малка дама (дублаж на bTV) Еър Америка (дублаж на Диема Вижън) | Силвия Банингтън Корин Ландро                                                                                      |
| Наоми Уотс             | Предизвестена смърт Предизвестена смърт 2 21 грама Остани Къща на сенките Даяна Дивергенти 2: Бунтовници Дивергенти 3: Предани | Рейчъл Келър Кристина Пек Лайла Кълпепър Ан Патерсън Даяна Спенсър Евелин Джонсън-Итън                             |
| Натали Портман         | Жега Просто секс (дублаж на Диема Вижън) Луси в небето Тор: Любов и гръмотевици | Лорън Густафсън Ема Кърцман Луси Кола Джейн Фостър/Могъщата Тор                                                    |
| Октавия Спенсър        | Малкълм Спечели среща с Тед Хамилтън (дублаж на Диема Вижън) Дивергенти 2: Бунтовници Доктор Дулитъл (дублаж на Диема Вижън) | Касиерка Джанин Джоана Рейес Даб-Даб                                                                               |
| Оливия Уайлд           | Съседка за секс Трон: Заветът Каубои и извънземни Размяната | Кели Куора Ела Суенсън Сабрина Маккей                                                                              |
| Пат Мюзик              | Американска приказка (дублаж на Александра Аудио) Американска приказка: Файвъл покорява запада (дублаж на Александра Аудио) Американска приказка: Съкровището на Остров Манхатън Американска приказка: Мистерията с нощното чудовище                              | Тони Топони |
| Рейчъл Тикотин         | Зов за завръщане (дублаж на Диема Вижън) Въздушен конвой | Мелина Сали Бишъп                                                                                                  |
| Рене Зелуегър          | В сегмента от Джери Магуайър в Хитч (дублаж на Диема Вижън) Дело 39 | Дороти Бойд Емили Дженкинс                                                                                         |
| Рийз Уидърспун         | Секс игри (дублаж на Диема Вижън) Истина ли е... Как да разбера | Анет Харгроув Елизабет Мастърсън Лиса Джоргънсън                                                                   |
| Робин Райт             | Последният замък Правилата на играта | Розали Ъруин Ан Колинс                                                                                             |
| Роузи О'Донъл          | Гувернантката (дублаж на bTV) Семейство Флинтстоун: Да живее Рок Вегас (дублаж на Диема Вижън) | Себе си Октопод |
| Руни Мара              | Социалната мрежа Мъжете, които мразеха жените | Ерика Олбрайт Лизбет Саландър                                                                                      |
| Сали Фийлд             | Смоуки и бандитът 2 Мисис Даутфайър (дублаж на bTV) | Кери/„Жаба“ Миранда Хилард                                                                                         |
| Салма Хайек            | Имало едно време в Мексико (дублаж на Диема Вижън) Серийни убийци Рокфелер плаза 30 Пиратите! Банда неудачници (дублаж на Диема Вижън) Бодигард на убиеца | Каролина Марта Бек Елиза Педрера Лиз Камата Соня Кинкейд                                                           |
| Селена Гомез           | Програма за защита на принцеси (дублаж на Медиа Линк) Монте Карло Доктор Дулитъл (дублаж на Диема Вижън) | Картър Мейсън Грейс Ан Бенет/Кордилия Уинтроп Скот Бетси                                                           |
| Сигорни Уийвър         | Имитаторът Скандално Точен прицел (дублаж на Диема Вижън) Студена светлина | Хелън Хъдсън Бейб Пейли Рекс Брукс Джийн Карак                                                                     |
| Сиена Гилъри           | Заразно зло: Апокалипсис Късметлията | Джил Валънтайн Ийв                                                                                                 |
| Скарлет Йохансон       | Островът Капитан Америка: Завръщането на първия отмъстител | Джордан Две Делта/Сара Джордан Наташа Романоф/Черната вдовица                                                      |
| Спенсър Грамър         | Колежани Скорпион | Кейси Картрайт Джун Удроу                                                                                          |
| Танди Нютън            | Хрониките на Ридик 2012 (дублаж на Медиа Линк) | Дейм Ваако Лора Уилсън                                                                                             |
| Тара Стронг            | Децата от класна стая 402 Бен 10 (дублаж на Арс Диджитал Студио) | Джоуи Бен Тенисън                                                                                                  |
| Теа Леони              | Лоши момчета (дублаж на Диема Вижън) Затворът на миналото Госпожо държавен секретар | Джули Мот Г-жа Уоршоу Елизабет „Бес“ Адамс Маккорд                                                                 |
| Тейлър Момсън          | Аутсайдер Клюкарката | Моли Джени Хъмфри                                                                                                  |
| Тереза Рандъл          | Ченгето от Бевърли Хилс III Космически забивки (дублаж на Арс Диджитал Студио) | Джанис Пъркинс Хуанита Джордан                                                                                     |
| Тери Хачър             | Макгайвър (дублаж на Диема Вижън) Винаги ще има утре Супергърл | Пени Паркър Парис Карвър Реа                                                                                       |
| Трес Макнийл           | Дейв Варварина Семейство Симпсън: Филмът (дублаж на bTV) | Фанг Лечителката                                                                                                   |
| Ума Търман             | Отмъстителите Малки тайни (дублаж на Диема Вижън) Моята супер бивша (дублаж на Диема Вижън) Съпруга по неволя Игри на сърцето | Ема Пийл Рафи Гардет Джени Джонсън/Джи-мацката Ема Лойд Пати Кинг                                                  |
| Фамке Янсен            | Златното око Аз, шпионинът (дублаж на Диема Вижън) Твърде лично 2 | Ксения Онатоп Рейчъл Райт Леонор „Лени“ Милс                                                                       |
| Фей Дънауей            | Аферата Томас Краун Жана Д'Арк | Психиатър Йоланда Арагонска                                                                                        |
| Фран Дрешър            | Гувернантката (дублаж на Диема Вижън) Козметичката и звяра | Фран Файн Джой Милър                                                                                               |
| Франки Мюниц           | Малкълм Прецакването | Малкълм Себе си |
| Хазал Филиз Кючюккьосе | Прости ми Черна любов | Лейля Зейнеп |
| Хали Бери              | Х-Мен 2 (дублаж на Диема Вижън) Всичко, което изгубихме Тъмна вълна | Ороро Мънро/Буря Одри Бърк Кейт Матийсън                                                                           |
| Хелън Слейтър          | Тайната на моя успех (дублаж на Диема Вижън) Момчетата от Медисън авеню Супергърл | Кристи Уилс Шийла Илайза Денвърс                                                                                   |
| Хелън Хънт             | Туистър Какво искат жените | Д-р Джо Хардинг Дарси Макгуайър                                                                                    |
| Шарън Стоун            | Мините на цар Соломон Алън Куотърмейн и изгубеният град на златото Първичен инстинкт (дублаж на Диема Вижън) Специалистът (дублаж на bTV) Музата | Джеси Хюстън Катрин Трамел Мей Мънро Сара Литъл                                                                    |
| Шели Лонг              | Евтиното е скъпо Сватбен параклис | Ана Кроули Джени Робъртсън                                                                                         |